# 운천군
운천군 이인(雲川君 李𪬦, 1491년 1월 13일(음력 1490년 11월 24일) ~ 1524년 6월 25일(음력 5월 14일)은 조선의 왕족으로, 조선 제9대 왕 성종의 15남이자 서13남이다. 생모는 숙의 홍씨이다. 시호는 소회(昭懷)다.

## 생애
성종의 서자이자, 16남으로 생모는 숙의 홍씨(淑儀 洪氏)다. 정부인으로는 학성군부인 안동 권씨(鶴城郡夫人 安東權氏)이다. 자녀로는 정부인 권씨가 낳은 장녀 이계영(李桂英)과 차녀 이씨, 3녀 이주영(李珠英), 4녀 이씨와 장남(양자) 이천군 수례(伊川君 壽禮)가 있다.

## 가족관계
- 부: 조선 제 9대 성종(成宗)
- 모: 숙의 홍씨(淑儀 洪氏)
  - 누나 : 혜숙옹주 수란(惠淑翁主 秀蘭)
  - 형 : 완원군 수(完原君 㥞)
  - 형 : 회산군 념(檜山君 恬)
  - 형 : 견성군 돈(甄城君 惇)
  - 누나 : 정순옹주(靜順翁主)
  - 형 : 익양군 회(益陽君 懷)
  - 형 : 경명군 침(景明君 忱)
  - 동생 : 양원군 희(楊原君 憘)
  - 동생 : 정숙옹주 여란(靜淑翁主 如蘭)
- 정부인 : 학성군부인 안동 권씨(鶴城郡夫人 安東權氏, 1489년 1월 1일 ~ 1565년 9월 4일) - 양녕대군의 외손자 참의(參議) 증(贈) 찬성(贊成) 권인손(權仁孫)의 딸
  - 장녀 : 이계영(李桂英, 1505년 ~ ?)
  - 사위 : 고성 이씨(固城李氏) 감찰(監察) 이구(李嶇)
    - 외손녀 : 이애련(李愛連, 1519 ~ ?)
    - 외손녀 : 이계련(李季連, 1521 ~ ?)
    - 외손녀 : 이복지(李福只, 1523 ~ ?)
    - 외손녀 : 이복정(李福貞, 1527 ~ ?)
    - 외손녀 : 이말질종(李末叱終, 1533 ~ ?)
    - 외손녀 : 이효련(李孝連, 1539 ~ ?)
    - 외손자 : 별제(別提) 이결(李㓗, 1542 ~ ?)

  - 차녀 : 미상(1509년 ~ ?)
  - 사위 : 전의 이씨(全義李氏) 군수(郡守) 이종효(李宗孝)
    - 외손녀 : 전의 이씨(1538 ~ ?) - 은진 송씨 목사(牧使) 송응형(宋應泂)에게 출가

  - 3녀 : 이주영(李珠英, 1511년 ~ ?)
  - 사위 : 밀양 박씨(密陽朴氏) 영(令) 박순년(朴舜年)
    - 외손자 : 증 판결사(贈 判決事) 박계희(朴繼禧, 1552 ~ ?)
    - 외손자 : 박계유(朴繼裕, 1553 ~ ?)
    - 외손자 : 박계조(朴繼祚, 1554 ~ ?)

  - 4녀 : 미상(1515년 ~ ?)
  - 사위 : 연안 이씨(延安李氏) 군수(郡守) 증(贈) 찬성(贊成) 이경종(李慶宗)
    - 외손자 : 군수(郡守) 증 영의정(贈 領議政) 연녕부원군(延寧府院君) 이주(李澍, 1534 ~ ?)

  - 장남(양자) : 이천군 수례(伊川君 壽禮, 1508년 12월 10일 ~ 1568년 6월 14일) - 성종의 서3남 완원군의 차남
  - 며느리 : 안동 권씨 - 주부(主簿) 권희성(權希聖)의 딸 
    - 손녀 : 이용옥(李容玉, 1539 ~ ?)

  - 며느리 : 한산 이씨 별제(別提) 이뇌(李㵢)의 딸
  - 며느리(측실) : 노비 금이(今伊) 
    - 서손자 : 의령부정 전(義寧副正 傳, 1534 ~ ?)
    - 서손녀 : 이영옥(李英玉, 1540 ~ ?)

  - 며느리(측실) : 노비 운정(雲貞)
    - 서손자 : 의흥부수 급(義興副守 伋, 1536 ~ ?)

  - 며느리(측실) : 노비 유복(兪福)
    - 서손자 : 의양군 수(義陽君 脩, 1552 ~ ?)
    - 서손녀 : 이수옥(李粹玉, 1557 ~ ?)
    - 서손자 : 의신군 비(義信君 備, 1558 ~ ?)